# رايشنباخ إم فوغتلاند
رايشنباخ إم فوغتلاند هي بلدة ألمانية تقع في فوغتلانكريس مقاطعة ساكسونيا، ألمانيا. بلغ عدد سكانها 18,879, وهي ثاني أكبر بلدة في فوغتلانكريس بعد بلدة بلاوين. تقع البلدة بين بلاوين (على مسافة 18كم) وتسفيكاو (على بعد مسافة 19كم).

## المدن التوأمة
مدينة نوردهورن هي مدينة توأمة لـرايشنباخ (فغتلند).

## أعلام
- ويلي رودلف فورستر
- هولم سينجر
- ساشا هومل
- ريتشارد بنز